# Iwan Buschko

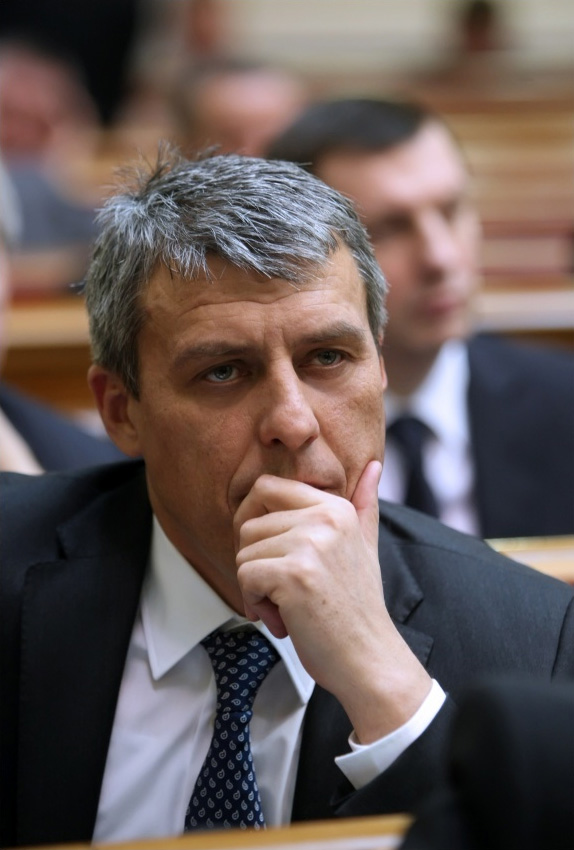
Iwan Buschko

Iwan Iwanowytsch Buschko (ukrainisch Іван Іванович Бушко, * 10. März 1969 in Wynohradiw, Oblast Transkarpatien) ist ein ukrainischer Politiker und war Abgeordneter der Partei der Regionen in der Werchowna Rada. Es ist zudem Präsident des FC Sevliusch in der Stadt Wynohradiw, Leiter des Präsidentenrats vom Fußballverein in Transkarpatien.

## Werdegang
1986 war er Arbeiter in der Landwirtschaft und Fahrer beim Fuhrpark von Bauernhof 8. März in der Oblast Transkarpatien in der Stadt Vinogradov, wo er bis Mai 1987 gearbeitet hat. Ab Mai 1987 bis Juni 1989 absolvierte er seinen Wehrdienst in der sowjetischen Armee in Sambor in der Oblast Lwiw.
Nach der Rückkehr aus dem Dienst, der zwei Jahre dauerte, war er von 1989 bis 1991 bei Electron, einer Fabrik in Vinogradov, tätig. Ab 1994 arbeitete er als Warensachverständiger in der Industrie- und Handelsaktiengesellschaft Transkarpatien für drei Jahre als stellvertretender Direktor des Unternehmens. Die nächsten 13 Jahre arbeitete er als privater Unternehmer. 2005 studierte er an der Transkarpatischen Staatsuniversität Rechnungslegung und Wirtschaftsprüfung.
Im April 2010 wurde er stellvertretender Leiter der regionalen Staatsverwaltung von Transkarpatien. Er war u. a. verantwortlich für die Bereiche Immobilienmanagement, Privatisierung, Industriepolitik und Entwicklung der Infrastruktur, regionale Entwicklung, Stadtplanung und Architektur, Energie, Verkehr und Kommunikation und Notfälle. Zudem war er beratend für den Vorsitzenden der staatlichen Gebietsverwaltung tätig.
Er wurde in den Stadtrat seiner Geburtsstadt berufen und zum stellvertretenden Regionalrat in Transkarpatien. In seiner dritten Ratsperiode war er Fraktionsvorsitzender seiner Partei.
Iwan Buschko gewann ein Parlamentsmandat bei den Wahlen zur Werchowna Rada der Ukraine im Oktober 2012 als Kandidat der Partei der Regionen und schied daraufhin aus der staatlichen Gebietsverwaltung aus. Im Parlament war er Mitglied des Ausschusses für Familie, Jugend, Sport und Tourismus, sowie Vorsitzender des Unterkomitees für Tourismus, Kurorten und Outdoor-Aktivitäten im Komitee der Werchowna Rada der Ukraine für Familie, Jugend, Sport und Tourismus, sowie Leiter der interfraktionellen Parlamentarischen Gruppe Transkarpatien.
Er ist verheiratet, hat eine Tochter und einen Sohn.

## Soziale Aktivitäten
Iwan Buschko unterstützte grundlegende Reformen im wirtschaftlichen und sozialen Bereich und wollte, nach eigener Aussage, Korruption in der Regierung und den Strafverfolgungsbehörden bekämpfen. Er fördert die europäische Integration in der Ukraine.